# Молино (Потенца)
Молино (итал. Molino) је насеље у Италији у округу Потенца, региону Базиликата.
Према процени из 2011. у насељу је живело 12 становника. Насеље се налази на надморској висини од 650 м.